# Quatrième congrès du Parti du travail de Corée
Le quatrième congrès du Parti du travil de Corée (PTC), appelé par Kim Il-sung le « Congrès des vainqueurs », a lieu à Pyongyang, en Corée du Nord, du 11 au 18 septembre 1961. Le congrès est l'organe suprême du Parti, et se tient tous les quatre ans. 1 657 délégués votants et 73 délégués non votants représentent les 1 311 563 membres du Parti. Le quatrième comité central, élu par le Congrès, réélit Kim Il-sung à la présidence du PTC.

## Délégués
1 657 délégués votants et 73 délégués non votants sont élus pour représenter les 1 311 563 membres du parti. Trente-deux partis différents envoyent des délégations au quatrième congrès, parmi lesquels le Parti communiste de l'Union soviétique (dirigé par Frol Kozlov), le Parti communiste chinois (dirigé par Deng Xiaoping), le Parti socialiste unifié d'Allemagne (dirigé par Alfred Krehler) et le Parti communiste japonais (dirigé par Kenji Miyamoto).

## Congrès
Kim Il-sung présente un rapport de six heures sur les travaux du troisième comité central depuis le troisième congrès, tenu en 1956. Dans son rapport, Kim Il-sung parle des réalisations économiques réalisées depuis le troisième congrès, du premier septennat, de la réunification de la Corée, de la victoire du Parti sur les tendances factionalistes et de la position internationale du PTC. Un succès notable du troisième comité central fut la collectivisation de l'agriculture et la nationalisation de toutes les industries, ainsi que le fait que 52 % de la main-d'œuvre nord-coréenne était par définition des ouvriers industriels (accomplissant la tâche du Parti de créer un prolétariat). Kim Il-sung affirme que ces développements avaient été initiés par le mouvement Chollima, une campagne de mobilisation inspirée par le mouvement stakhanovite, à laquelle participaient plus de 2 millions de travailleurs. Il conclut ensuite sa section en affirmant que l'exploitation n'existait pas en Corée du Nord. Il parle ensuite du premier septennat, affirmant qu'il s'agirait d'une continuation du plan quinquennal et que l'État continuerait à donner la priorité à l'industrie lourde tout en développant simultanément l'industrie légère et l'agriculture. En ce qui concerne la Corée du Sud, Kim Il Sung banalise la révolution d'avril qui a conduit au renversement du président Syngman Rhee, estimant que cela n'avait guère d'importance à long terme puisque la Corée du Nord était à la fois plus forte et plus prospère que la Corée du Sud. Il parle ensuite de la victoire du Parti sur les factions, citant que le Parti avait connu une croissance rapide ces dernières années et devait nommer des hommes plus jeunes à la tête par l'intermédiaire de la Ligue de la jeunesse du parti, l'Union de la jeunesse socialiste patriotique (UJSP). Il termine ensuite son discours en évoquant la position internationale du PTC, affirmant que la Corée du Nord insiste sur l'importance de bonnes relations entre les pays socialistes « frères » (disant aux délégations chinoise et soviétique que la Corée du Nord restera neutre dans le conflit sino-soviétique).
Le dernier jour du congrès, des amendements aux statuts du Parti sont annoncés. Ils sont approuvés sans grand débat ; le nombre de chapitres est réduit de 10 à 9, tandis que le nombre d'articles passe de 62 à 70.
Le congrès élit 85 membres au quatrième comité central, marquant une augmentation de 14 députés par rapport aux 71 membres du troisième comité central. Sur les 85 élus, 28 seulement avaient siégé au troisième comité central, alors que 57 d'entre eux n'avaient jamais siégé au Comité central auparavant. Tous les partisans du troisième comité central sont élus, à l'exception du général Yu Kyong-su décédé le 19 novembre 1958. Les fonctionnaires du troisième comité central qui appartenaient soit à la faction coréenne soviétique, soit au groupe de Yenan n'ont pas été réélus, si l'on exclut les membres qui avaient dénoncé leur allégeance à ces factions et prêté serment d'allégeance aux partisans (comme Kim Chang-nam et Nam Il). Sur les 57 nouveaux membres, 25 faisaient partie de la faction partisane de Kim Il-sung et environ 21 d'entre eux avaient été recrutés soit par l'Armée populaire de Corée soit par l'UJSP. En outre, il y avait ceux qui n'étaient pas partisans mais qui avaient des liens familiaux avec des membres partisans, comme Kim Yong-ju (frère de Kim Il-sung) et Yi Hyo-sun (frère aîné de Yi Che-sun). Les partisans, les personnes formées par les partisans et les personnes ayant des liens familiaux avec les partisans constituaient 80 % du comité central.

## Première séance plénière du quatrième comité central
La première session plénière du quatrième comité central se réunit le 18 septembre 1961 pour élire les membres du bureau du quatrième comité central. Kim Il-sung est élu président du parti. Tous les organes du comité central ont un ou deux partisans tout en occupant simultanément le poste de chef ou de chef adjoint ; par exemple, Kim Ik-son a été président de la quatrième commission d'inspection, mais Kim Chang-dok (un partisan) a été vice-président.
Le classement du Comité central :
- Kim Il-sung
- Choe Yong-gon
- Kim Il
- Pak Kum-chol
- Kim Chang-man
- Yi Hyo-sun
- Pak Chong-ae
- Kim Kwang-hyop
- Chong Il-yong
- Nam Il
- Yi Chong-ok
- Kim Ik-son
- Yi Chu-yon
- Ha Ang-chon
- Han Sang-du
- Chong Chun-taek
- So Chol
- Choe Hyon
- Sok San
- Kim Kyong-sok